# Pompignan (Gard)
Pompignan is een gemeente in het Franse departement Gard (regio Occitanie) en telt 651 inwoners (1999). De plaats maakt deel uit van het arrondissement Le Vigan. De gemeente telde 914 inwoners op 1 januari 2022. Even buiten Pompignan bevindt zich een kleine startramp voor deltavliegers, die met name aan het begin van de jaren 90 nog met enige regelmaat gebruikt werd.

## Geografie
De oppervlakte van Pompignan bedroeg op 1 januari 2022 41,31 vierkante kilometer; de bevolkingsdichtheid was toen 22,1 inwoners per km².

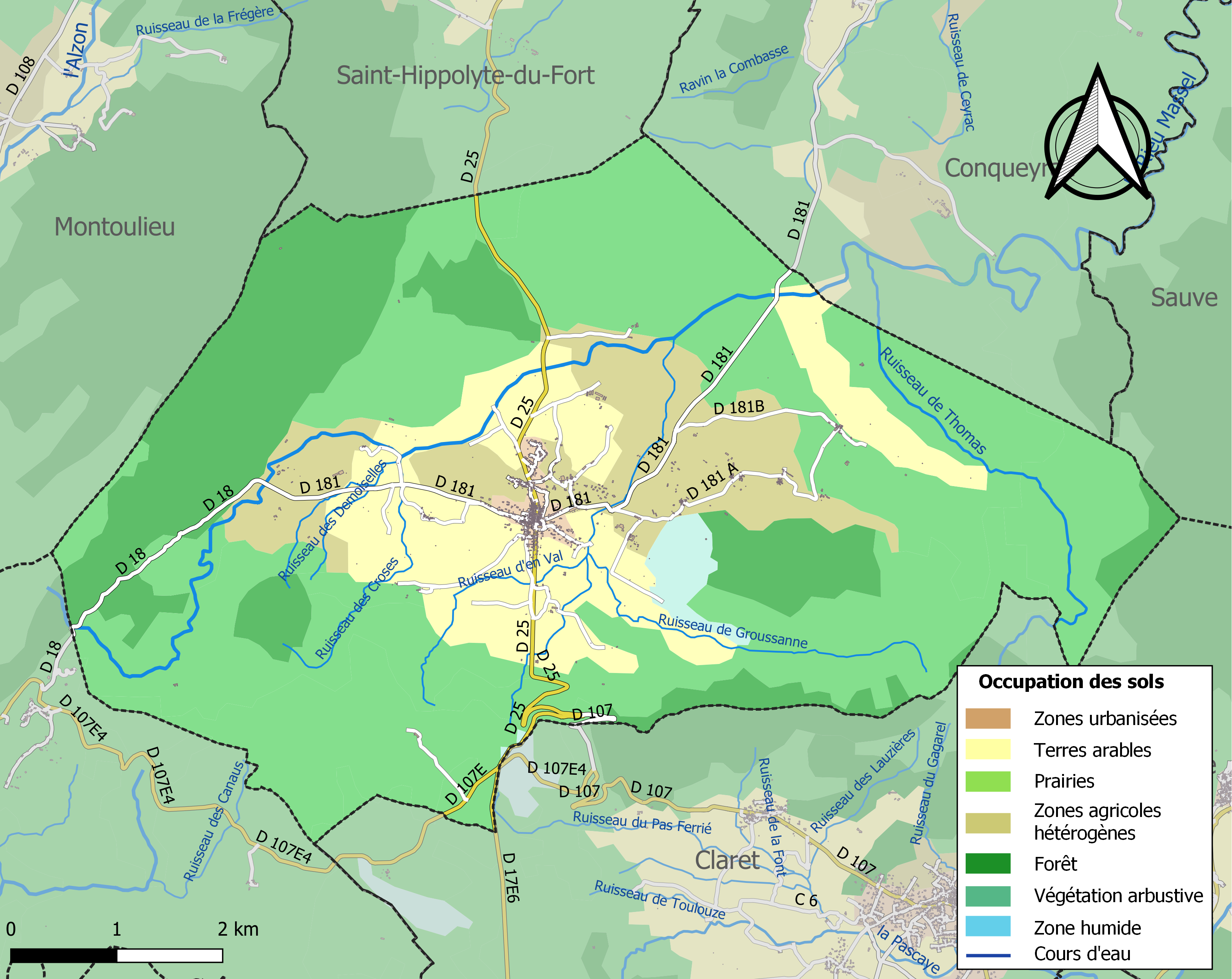
Kaart van de gemeente met belangrijkste infrastructuur, bodemgebruik en omliggende gemeenten

## Demografie
Onderstaande figuur toont het verloop van het inwonertal (bron: INSEE-tellingen).